# 1-я армия (Греция)
1-я армия (греч. 1η Στρατιά) — оперативное объединение сухопутных войск Греции. Единственная действующая полевая армия Греции. Базируется в Ларисе. В состав армии входит 4-й армейский корпус, 1-я пехотная дивизия и 2-я механизированная дивизия.

## История
1-я армия была создана в марте 1947 года, во время Гражданской войны с местом дислокации Волос. Первым командиром армии был генерал-лейтенант Дмитриос Яцис. В 1949 году армия поменяла место дислокации в Козани, а с 1952 года базируется в Ларисе. С 1980 года до 1 июля 1999 года армия функционировала как национальный и союзнический штаб. С 1 июля с подчинением штаба союзников греческому Генеральному штабу национальной обороны армия была освобождена от деятельности союзников.
Различные источники ошибочно упоминают о существовании 1-й армии во время Греко-итальянская война и Битвы за Грецию. Греческая армия в этот период не имела командование армейского уровня. Греческие войска были развернуты в составе пяти армейских корпусов трёх бригад и гарнизона Салоник.

## Структура армии
Командование 1-й армии базируется Ларисе и включает в себя следующие подразделения:
- 1-й бронекавалерийский батальон
- 730-й инженерный батальон (730ο ΤΜΧ-Γ/Φ) (Тирнавос, Фессалия)
- 476-й батальон связи
- 485-й батальон связи (485o TΔΒ) (Лариса)
- 488-й батальон связи
- 489-й батальон связи
- Командование ПВО
  - 181-й зенитный ракетный дивизион (181η ΜΚ/Β HAWK) (Салоники)
  - 182-й зенитный ракетный дивизион (182η ΜΚ/Β Тор-M1) (Комотини)
- 1-я пехотная дивизия (Верия)
- 2-я механизированная дивизия (Эдеса)
- 4-й армейский корпус

## Эмблема и девиз
Эмблема 1-й армии — древний македонский щит, украшенный солнцем Вергины. Он символизирует решимость, силу и волю 1-й армии.
Девиз: «Пока (солнце) следует его курсом» греч. ΕΣΤ' ΑΝ ΤΗΝ ΑΥΤΗΝ ΟΔΟΝ ΙΗ. Перед битвой при Платеях Мардоний предложил афинянам мирные условия в надежде разделить греческие войска. Афиняне ответили: «Пока солнце следует своим курсом, как сейчас, мы не пойдем на компромисс с Ксерксом».